# Unterhaltungsliteratur
Unterhaltungsliteratur umfasst jene Literatur, die im Gegensatz zur Hochliteratur steht. In der Literaturwissenschaft wird der Begriff einerseits synonym zu Trivialliteratur verwendet, andererseits wie in der Literaturkritik zur Bestimmung der literarischen Qualität eines Werks (z. B. eines Romans oder Theaterstücks) herangezogen, das Ansprüche der Hochliteratur nicht stellt und sich trotzdem von der Trivialliteratur abhebt. Im Buchhandel wird Unterhaltungsliteratur oft unter dem Gattungsbegriff Belletristik geführt.
Die Differenzierung war literatursoziologisch motiviert und reflektierte das Lesebedürfnis in der Massengesellschaft, sofern der Untersuchungsgegenstand abseits ästhetischer Merkmale auf Fragen nach der gesellschaftlichen und psychischen Stabilisierung, dem Verhältnis von Produktion, Vertrieb und Werbung sowie der Anpassung von Lesererwartungen ausgeweitet werden konnte.